# Saison 2013 des Dragons catalans
Vous lisez un « bon article » labellisé en 2023.
La saison 2013 des Dragons catalans, unique franchise française de rugby à XIII en Super League, constitue leur huitième participation à cette ligue. L'entraîneur Laurent Frayssinous est le premier entraîneur français nommé à cette fonction dans l'histoire du club, prenant la suite de l'Australien Trent Robinson parti rejoindre le club australien des Sydney Roosters. Le botteur catalan Thomas Bosc est le cinquième meilleur réalisateur de la saison en Super League avec 173 points. Aucun joueur n'est nommé dans l'« équipe de rêve » de la saison.
Les Dragons partent avec de fortes ambitions cette saison afin d'intégrer le top 4 de la Super League et d'en atteindre les demi-finales, mais en pré-saison le joueur vedette, le demi de mêlée Scott Dureau, se voit obligé de s'éloigner des terrains durant de longs mois en raison d'une opération chirurgicale. Après un départ réussi, les Dragons catalans, au fil de la saison, connaissent de mauvaises séries de résultats les amenant à terminer loin de leurs ambitions initiales, à savoir la septième place de la saison régulière, suivie d'une élimination dès le premier tour de la phase finale contre Hull FC. Ce même adversaire interrompt également le parcours des Dragons catalans en quarts de finale de la Challenge Cup. La saison se ponctue pour le club par la retraite de Steve Menzies et le départ du capitaine Rémi Casty aux Sydney Roosters en National Rugby League. Enfin, de nombreux joueurs des Dragons catalans constituant l'ossature de l'équipe de France prennent part à la Coupe du monde qui se déroule en fin de saison.

## Avant saison

### Transferts

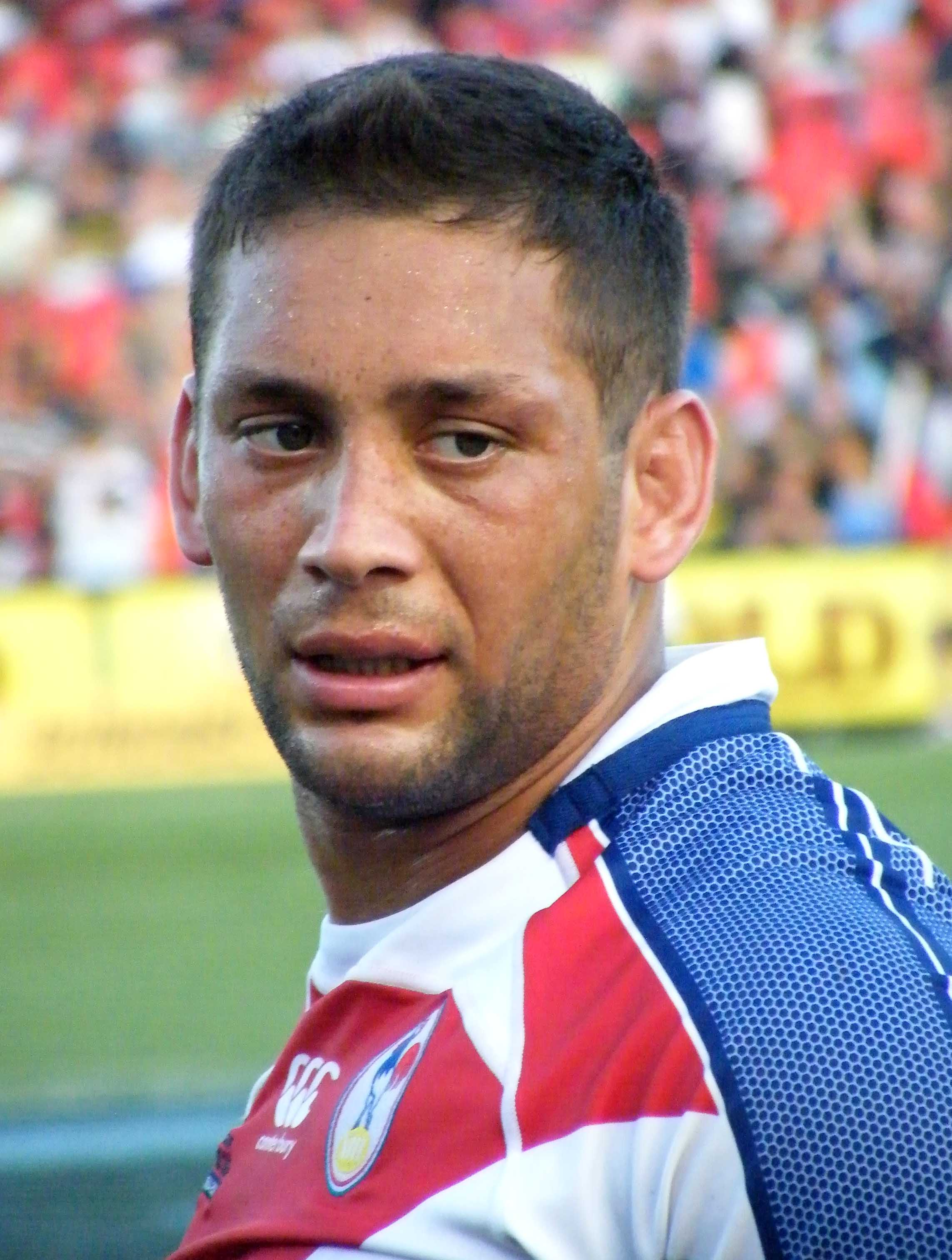
Olivier Elima refait son retour aux Dragons catalans.

Les Dragons catalans recrutent l'arrière australien Brent Webb venu de Leeds et le deuxième ligne néo-zélandais Zeb Taia qui vient de Newcastle en Australie. Le Français Olivier Elima effectue un retour aux Dragons après deux années à Bradford. Ces arrivées remplacent numériquement les départs de Clint Greenshields, Setaimata Sa et David Ferriol.

### Nomination de Laurent Frayssinous au poste d'entraîneur
Lors de l'annonce du départ aux Sydney Roosters de l'entraîneur Trent Robinson, le club perpignanais a opté pour une solution en interne en nommant le Français, entraîneur-adjoint depuis six années, Laurent Frayssinous (alors âgé de 35 ans seulement) pour lui succéder. C'est la première fois que le club nomme un entraîneur français à cette fonction et il s'agit du premier Français nommé à cette fonction dans l'histoire de la Super League. Ayant signé un contrat de deux ans, il est accompagné par deux adjoints : l'ancien joueur des Dragons Jérôme Guisset et l'Australien David Waite ; ce dernier avait encouragé Frayssinous à se consacrer à sa vocation d'entraîneur dès 2006 lors de son arrêt de carrière sportive et a remis sa candidature pour être son adjoint spontanément aux Dragons catalans dès l'annonce de la prise de poste par Frayssinous. Frayssinous compte tirer le meilleur de ses six années en tant qu'adjoint ayant vu défiler les entraîneurs Mick Potter, Kevin Walters et Robinson.

### Objectif de la saison
Bernard Guasch et son conseil d'administration s'étaient donné dix ans d'existence avant de pouvoir nommer un entraîneur français, il devance ce calendrier de deux ans avec l'arrivée aux commandes de Frayssinous. L'objectif du président est de disputer une finale après deux saisons où les Dragons furent tout proches de se qualifier pour les demi-finales, certes cette volonté prend en compte les absences conjuguées de Dureau et Paea en ce début de saison. Avant l'annonce de ces absences, le président jugeait que les Dragons catalans disposaient de la meilleure équipe de sa jeune histoire.

« Il faut rester sur la dynamique de ces deux dernières saisons avec le même objectif : faire une finale. »

— Bernard Guasch, le 30 janvier 2013
Financièrement, portée par un budget de 8,3 millions d'euros, les Dragons catalans se portent économiquement bien. L'arrivée de BeIn Sport a permis de séduire plus facilement les sponsors, les partenaires et il est noté la hausse des abonnements au stade.

### Préparation des Dragons et perte de son maître à jouer Scott Dureau

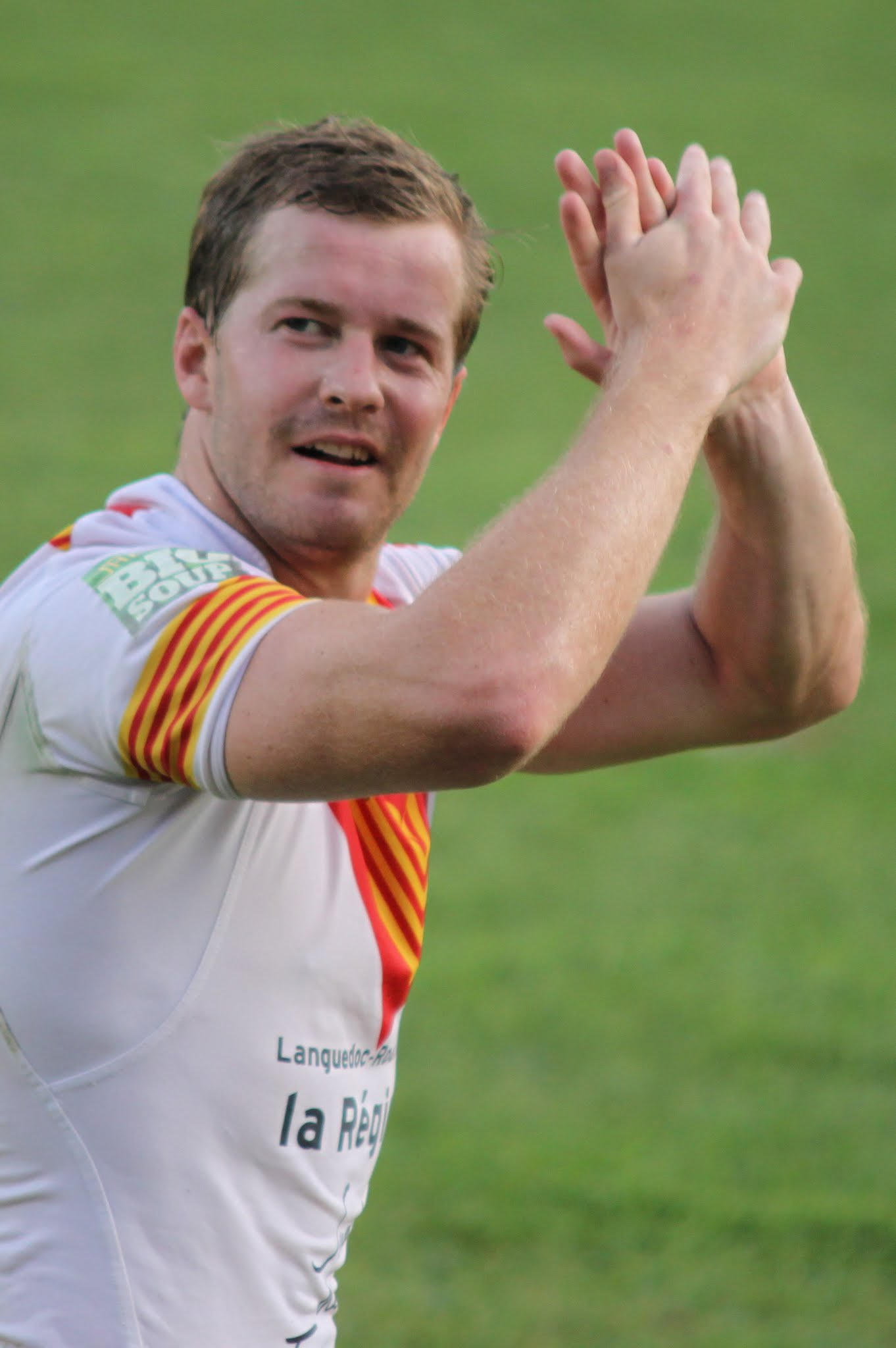
Scott Dureau est absent de longs mois, ratant la première partie de saison en raison d'une opération pour ôter une tumeur derrière l'œil.

Le 4 janvier 2013, le club apprend le diagnostic d'une tumeur derrière l’œil de son botteur et demi de mêlée australien Scott Dureau, 26 ans, qui nécessite son opération en Australie et implique une absence de longs mois,. Dureau était le meilleur marqueur de points de la Super League 2012 et a été nommé meilleur demi de mêlée de la compétition des deux dernières saisons, ainsi son absence porte un préjudice sur l'animation du jeu offensif des Dragons. Il n'est pas décidé de le remplacer numériquement par Frayssinous, qui opte dans l'attente des avis médicaux pour une solution en interne en replaçant Thomas Bosc ou William Barthau (élu meilleur joueur du Championnat de France en 2012) dans le rôle de demi de mêlée, et Leon Pryce en demi d'ouverture. La semaine suivante, c'est au tour du pilier Lopini Paea d'être opéré pour une arthroscopie du genou qui  l’éloigne des terrains de longues semaines, lui faisant manquer la reprise de la Super League.
Pour les vœux de la nouvelle année 2013 et la présentation de l'équipe des Dragons catalans, le président Bernard Guasch décide de la faire au Dôme de Carcassonne dans l'Aude pour remercier les treizistes audois de venir encourager son équipe le long de l'année. Il profite de l'évènement pour déposer une gerbe devant la statue de Puig-Aubert située devant le stade Albert-Domec, grand joueur des années 1940 et 1950 ayant évolué à l'AS Carcassonne et au XIII Catalan (un des deux clubs fondateurs des Dragons catalans).
Les Dragons catalans n'ont programmé qu'une seule rencontre de pré-saison avec la réception des London Broncos le 23 janvier 2013 au stade Gilbert-Brutus. C'est l'occasion de découvrir les trois nouvelles recrues — Webb, Taia et Elima — et de permettre à Frayssinous d'expérimenter des changements de postes et de tactiques au sein de son effectif après dix semaines d'entraînements collectifs, notamment en l'absence récente de Dureau. La rencontre remportée 26-22 par London Broncos permet à Frayssinous de constater que ses joueurs sont prêts physiquement mais pèchent dans la mise en place des schémas travaillés à l'entraînement. Sa charnière où ont évolué Pryce, Bosc et Barthau lui donne satisfaction au même titre que l'investissement des trois recrues.

## Compétition

### Super League

#### Un début de saison dans les clous et de grandes espérances
Les Dragons Catalans débutent officiellement leur saison par un déplacement au Craven Park d'Hull KR le 3 février 2013. L'entraîneur Laurent Frayssinous décide d'associer en charnière le demi d'ouverture Leon Pryce et le demi de mêlée Thomas Bosc, compte tenu de l'absence de Scott Dureau. Les trois recrues - Brent Webb, Zeb Taia et Olivier Elima - sont également alignés sur le terrain, et le jeune pilier Julian Bousquet connaît sa première titularisation. Cette première rencontre a une valeur de test pour confirmer que les Dragons Catalans, qui ambitionnent une place dans le top 4, savent gagner à l'extérieur. La rencontre tourne clairement à l'avantage de Dragons Catalans appliqués jusqu'à la 50e minute et un score à sens unique de 26-2 avant de connaître un passage à vide permettant à Hull KR de revenir dans la partie. Finalement un essai de Webb donnait un avantage définitif et permet aux Dragons de se positionner aux contact des meilleurs en ce début de saison. La seconde journée voit les Dragons Catalans accueillir Salford, équipe lanterne rouge et en difficulté financière durant l'intersaison, avec la confiance due à la première sortie victorieuse la semaine précédente. La rencontre débute par un carton rouge synonyme d'expulsion définitive de Bousquet à la 2e minute pour un placage à retardement sur Théo Fages suivie d'une suspension de quatre rencontres. En infériorité numérique tout le long du match, les Dragons font preuve de courage défensivement et ne laissent pas leurs hôtes croire en leurs chances, la rencontre est maîtrisée et voit les Dragons s'imposer 40-6.

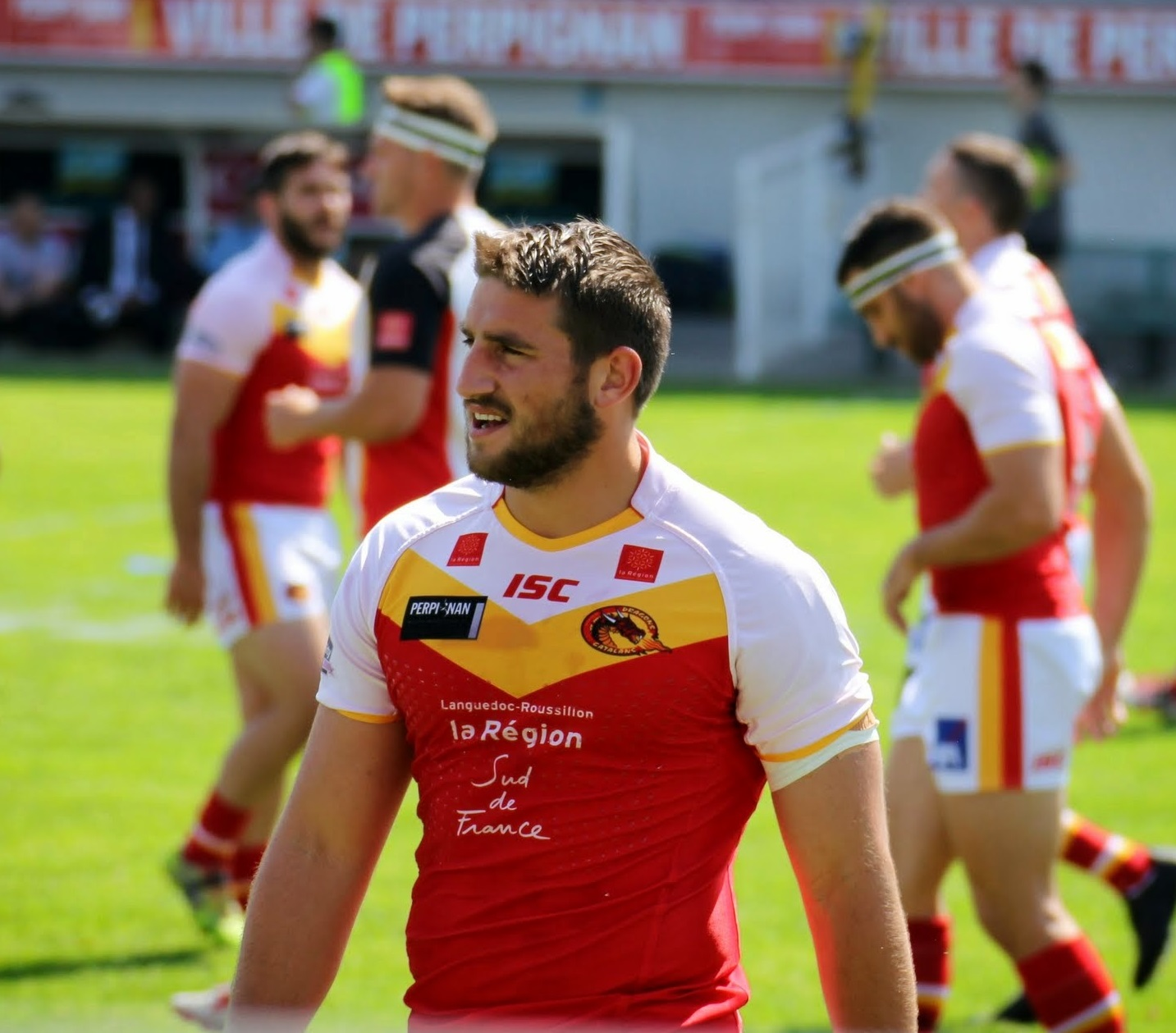
Julian Bousquet connaît la première titularisation de sa carrière avec les Dragons Catalans contre Salford.

Après les deux victoires inaugurales de la saison, les Dragons Catalans disputent un vrait test contre l'un des membres du top 4 en se déplaçant à Warrington, véritable affiche de cette journée retransmise sur Sky Sports en Angleterre. Warrington prend le large au score rapidement et mène 16-0 à la 33e minute. Les Dragons réagissent par deux essais de Damien Blanch (16-12 à la 51e minute) avant que Warrington se donne un peu d'air au score cinq minutes plus tard (22-12). C'est alors que la rencontre devient tendue entre les deux équipes et à la suite d'échauffourées, l'arrière des Dragons Catalans Webb récolte un carton rouge annihile tout retour de ses partenaires s'inclinant 24-16, le deuxième carton rouge en deux matchs. Pour la quatrième journée, les Dragons Catalans connaissent un nouveau déplacement, à Castleford cette fois-ci. Bien que dominateurs en première période, les Dragons Catalans ne mènent que 12-6 à la mi-temps face à de vaillants adversaires. Le second acte est à l'avantage de Castleford qui rapidement prenne le score à leur avantage (16-12) avant que Blanch inscrive un essai pour les Catalans (16-16). Les dernières minutes sont rythmées par les tentatives de drops de part et d'autre avec une réussite chacune, O'Brien côté Castleford et Bosc côté catalan pour un score de parité 17-17 au coup de sifflet final, où sont mêlées sentiments de frustration en étant dominateur sans réussite et de soulagement en arrachant le point du match nul dans les derniers instants. Pour la cinquième journée, les Dragons Catalans accueillent Wakefield, équipe largement à leurs portées entraînée par le fraîchement nommé sélectionneur de l'équipe de France Richard Agar. Toutefois, l'entame de la rencontre est cauchemardesque puisque Wakefield mène 16-0 après 25 minutes de jeu. À la faveur d'un sursaut en fin de première période, les Dragons sont revenus à 16-12 à la pause. Les Dragons Catalans se reprennent en seconde période où chacune des équipes prend le score à son avantage avant que Bosc réussisse un drop suivi d'un essai de Blanch permettant aux Dragons d'occuper la troisième place au classement général.

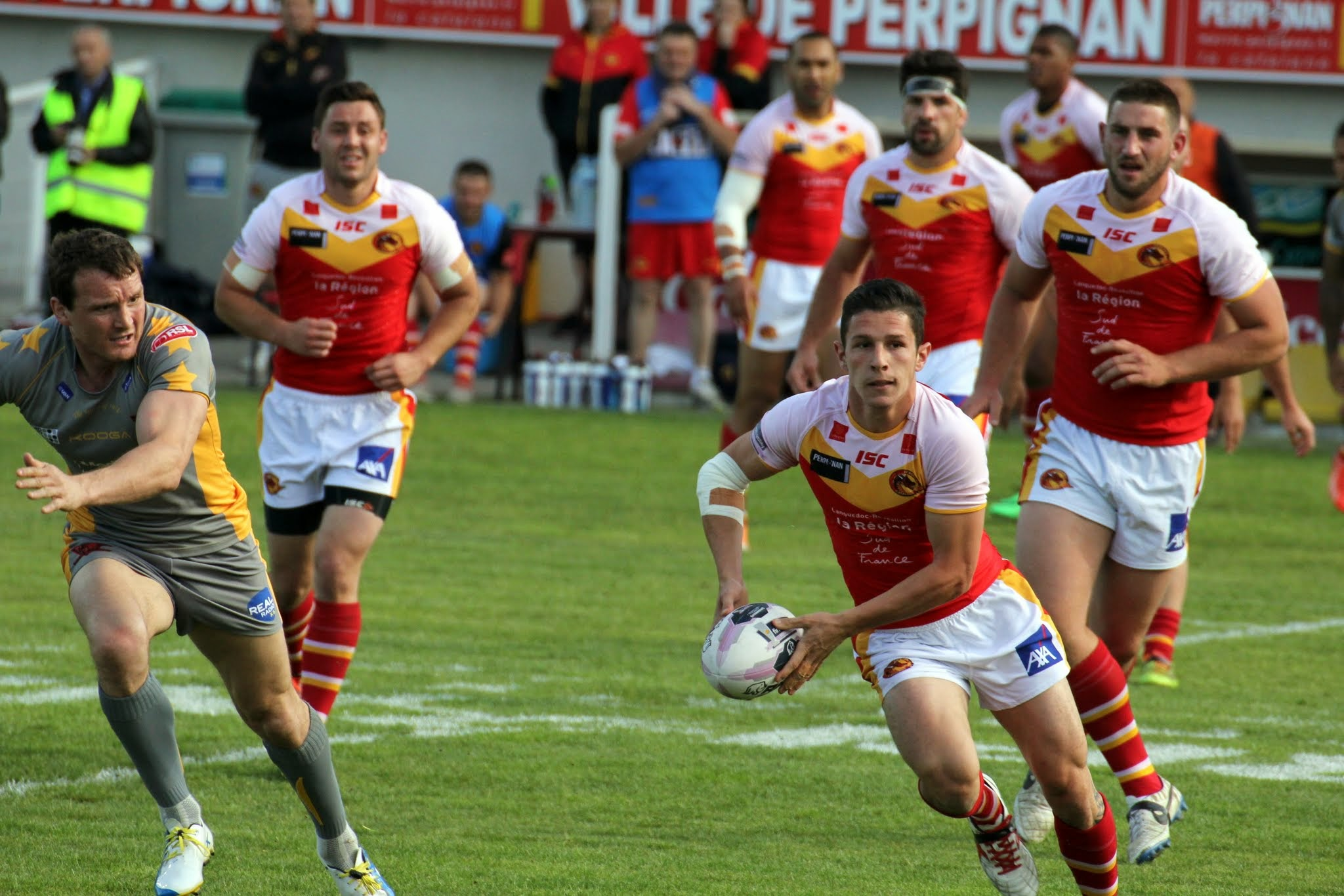
Morgan Escaré est la grande révélation de ce début de saison côté catalan.

Pour la sixième journée, les Dragons Catalans se déplacent chez l'un des favoris au titre, les Wigan Warriors, où rarement ils ont été en réussite. Pendant une demi-heure, les deux équipes laissent parler leurs défenses où chacune essaie de rendre à l'autre ce qu'elle reçoit, le score restant vierge 0-0. Un essai « casquette » permet alors à Wigan d'ouvrir le score pour ne plus lâcher l'avantage et prend le dessus sur son hôte catalan subissant un cuisant échec 38-0 où aucun point ne sera inscrit par ce dernier. Ce second grand test après Warrington est un échec pour les Dragons Catalans. Après cette rencontre, les Dragons Catalans apprennent un nouveau forfait de l'un de ses joueurs cadres avec une absence de plusieurs mois de son arrière titulaire Webb, ajoutés à celles de Dureau et Paea. Il se profilent alors trois rencontres plutôt favorables aux Dragons Catalans avec deux réceptions - Widnes et Bradford - et un déplacement aux London Broncos. Les deux réceptions permettent aux Dragons Catalans de voir la confiance revenir. Ils s'imposent 46-14 face à Widnes et 30-10 face à Bradford devant des assistances d'environ 7 000 spectateurs. Dans la seconde rencontre, les Dragons sont menés rapidement 10-0. C'est le moment que choisi son jeune arrière Morgan Escaré de se révéler grâce à sa vitesse, créant des brèches dans les défenses adverses et en se montrant entreprenant, il y est nommé homme du match avec notamment un essai inscrit. Le déplacement aux London Broncos s'effectue dans un nouveau stade - stade de Molesey - en raison des intempéries rendant impraticable leur stade actuel du Stoop de Twickenham,. Cette rencontre se dispute sous des températures négatives et un terrain gelé faisant de lui un match piège. La rencontre est une passe d'armes où chacune des équipes prenait le score à son avantage, Frayssinous ayant donné sa confiance à de nombreux jeunes joueurs pour cette rencontre. À égalité à la 64e minute 24-24, les Dragons parviennent alors à se détacher au score par un essai de Taia pour un score définitif de 30-24,.
Au tiers du Championnat, les Dragons Catalans ont obtenu six victoires en neuf rencontres, mais ont connu deux défaites face à des équipes occupant les premières places. Ils occupent la seconde place du Championnat avant la réception de Leeds.

#### Un mois d'avril qui coupe l'élan des Dragons

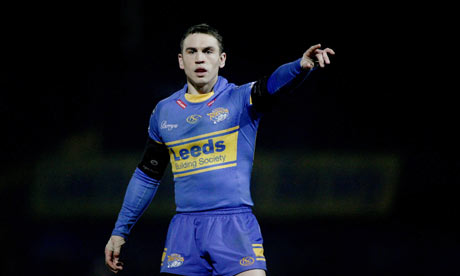
Le joueur de Leeds, Kevin Sinfield, artisan de la victoire aux siens après s'être imposés à Perpignan.

Pour ce 1er avril 2013 et la réception de Leeds, les Dragons Catalans s'apprêtent à entamer un calendrier déterminant (Leeds, Hull FC, St Helens et Huddersfield) pour confirmer leurs ambitions après un premier tiers de Super League les plaçant à la seconde place du classement. Leeds a remporté les deux dernières éditions de la Super League (2011 et 2012) et ce sont eux qui avaient éliminé les Dragons Catalans en phase finale la saison précédente. Cette rencontre en ce lundi de Pâques et ce mois d'avril revêtent donc d'une grande importance pour la suite de la saison,. Les Dragons sont invaincus à domicile, quatre victoires, depuis le début de la saison et désirent poursuivre cette série face au champion en titre. Le coup d'envoi fictif est donné par Ugo, vainqueur de la dernière édition de Koh Lanta. Le stade est rempli en ce jour ensoleillé où 9 465 spectateurs prennent place au stade Gilbert-Brutus. La première période est une leçon de réalisme des Anglais qui prennent les points dès qu'ils le peuvent dans le camp catalan avec un essai de Moon et six points au pied inscrits par Kevin Sinfield (une transformation et deux pénalités) tout en comptant sur une défense infranchissable sur laquelle butent les Dragons Catalans pourtant archi-dominateurs. Leeds mène 10-0 à la mi-temps et laisse les Dragons regagner les vestiaires frustrés. La rencontre bascule en seconde période une première fois où en cinq minutes les Dragons Catalans inscrivent deux essais coup sur coup par Pryce (48e) et Bosc (53e) et que Leeds devait alors compter que sur douze joueurs à la suite de l'expulsion de Ryan Bailey (en) pour plaquage dangereux. Les Dragons Catalans refont leur retard et mènent alors 12-10 en étant en supériorité numérique jusqu'à la fin de la rencontre. C'est le moment choisi par Leeds pour désormais remettre la main sur le ballon pendant que les Dragons Catalans sortent de leurs schémas de jeu, confiants du scénario de la rencontre. Leeds profite alors de son expérience et reprennent un avantage définitif dans le dernier quart-d'heure de la rencontre par des essais de Paul McShane derrière le tenu et Jones-Buchanan, et le coup de pied de Sinfield (deux pénalités, deux transformations et un drop), Leeds s'impose 27-12 face à des Dragons en manque de réalisme. Le capitaine Rémi Casty parle d'une « leçon » reçue et constate, après les trois défaites contre trois grosses équipes (Warrington, Wigan et désormais Leeds) le chemin à parcourir pour prétendre au top 4. Les Dragons Catalans reculent à la 5e place du classement. Pour la onzième journée, les Dragons espèrent rebondir lors de leur déplacement à Hull FC. La première mi-temps voit les deux équipes se quitter sur un score de parité 4-4, mais la seconde mi-temps accouche d'un tout autre scenario avec un cavalier seul d'Hull FC qui profite de nombreuses erreurs des Catalans pour inscrire trois essais et mener à l'heure de jeu 24-4 et clore le résultat à 28-8. Les Dragons Catalans ratent leurs deux premiers gros tests de ce mois d'avril, et perdent lors de ce second match Olivier Élima pour quatre mois, victime d'une rupture du biceps du bras gauche.
Les Dragons Catalans se déplacent à St Helens pour cette douzième journée, les deux équipes connaissent toutes deux des performances irrégulières et comptent le même nombre de points au classement. Les Dragons comptent sur les retours de Bosc et de Blanch. Les Dragons Catalans, appliqués, sortent une rencontre parfaite pour s'imposer 22-12 et signer leur deuxième victoire dans l'antre de St Helens après leur succès ici même en 2012, et réalisent un joli coup. Les Dragons Catalans reçoivent alors Huddersfield qui réalise un début de saison réussie et occupe la seconde place du classement général. Cette rencontre clôt la phase aller de la saison, représentant donc la dernière possibilité aux Dragons de s'imposer contre une équipe mieux classée qu'elle. Devant plus de 8 500 spectateurs sur Perpignan, le match est équilibré et à la mi-temps les Dragons Catalans mènent 10-8. Huddersfield est alors réduit à douze éléments dès la 55e minute, mais à l'instar de la réception de Leeds, les Dragons déjouent et voient leurs adversaires prendre le score à leurs avantages. Huddersfield gagne 28-20 et laissent aux Dragons, groggy, le constat d'avoir failli en ce mois d'avril avec trois défaites pour une victoire face à des adversaires directs. Les Dragons effectuent alors un déplacement à Wakefield pour la phase retour de la saison régulière dans l'espoir de les remettre dans le bon chemin et d'oublier cette mauvaise série de résultats. Toutefois, les Dragons Catalans signent leur plus mauvais match de ce début de saison et passent complètement à côté de leur rencontre en s'inclinant lourdement 30-12. Ce résultat donne un véritable coup au moral des Catalans en étant la seule équipe du top 8 à perdre contre Wakefield depuis le début de la saison. Avec deux points pris sur dix possibles lors des cinq dernières rencontres, les Dragons voient les quatre premières places du classement s'éloigner.

#### Des mois de mai-juin décevants dans le jeu et une rouste contre Huddersfield
Après deux défaites consécutives qui ont éloigné les Dragons Catalans de leur objectif du top 4, Castleford qui vit une saison difficile se dresse sur leur route. Les Dragons Catalans réalisent une première mi-temps brillante et mènent 30-6 à la pause, mais voient revenir leurs adversaires en seconde période qui grignote petit à petit son retard. Le score est alors de 36-30 quand Thomas Bosc claque un drop et une pénalité pour une victoire catalane. La quinzième journée voit la tenue du Magic Week-end à l'Etihad Stadium de Manchester et surtout annonce le retour de Scott Dureau sur la feuille du match six mois après la découverte de sa tumeur à l'œil. Ce retour dans l'effectif se concrétise par une victoire 46-18 face aux London Broncos devant 30 793 spectateurs où Dureau marque un essai, conduit le jeu des Catalans et déclare que « c'est incroyable de faire à nouveau partie de cette équipe, de prendre part à un match de rugby, de rejouer en Super League ». Toutefois, l'équipe perd pour la saison son deuxième ligne Louis Anderson, victime d'une rupture du tendon d'Achille. Le déplacement à Widnes constitue alors une opportunité pour les Dragons de recoller aux quatre premières places. Mais les Dragons ratent l'opportunité, ne parviennent pas à se détacher au score et finissent par partager le point du match nul 32-32 dans une rencontre où Dureau, pris de vertiges dut sortir en se tenant la tête et l'œil, pour être emmené au centre hospitalier,.
Les Dragons Catalans affrontent alors Hull FC avec lequel il partage le même nombre de points au classement et peuvent prendre la quatrième place du classement général. Par précaution, Dureau ne prend part pas à la rencontre. Les Dragons Catalans réalisent une performance défensive de premier plan et remportent enfin une rencontre sur le score de 30-4 contre une équipe mieux classée qu'elle depuis le début de saison. Il s'agit du centième succès des Dragons Catalans en Super League depuis leur début lors de la saison 2006 ce qui leur permet de prendre enfin une place dans le top 4. La rencontre suivante est une délocalisation des Dragons au stade Ernest-Wallon de Toulouse où 14 858 spectateurs les attendent pour une opposition contre Hull KR. Les Dragons Catalans ratent complètement leurs débuts de rencontre en encaissant dans les dix premières minutes deux essais et être menés 12-0. Les Dragons parviennent toutefois à revenir au score et prendre l'avantage 13-12 à la mi-temps grâce à un drop de Bosc. L'arbitre refuse au cours de la rencontre trois essais aux Dragons et frustrent ces derniers perdant un peu le fil de la rencontre, Hull KR s'impose 22-21 et porte un coup au moral des Dragons Catalans qui pensaient confirmer leur quatrième place. La président des Dragons Catalans ne digère pas cette défaite et pointe du doigt l'arbitrage : « Un tout jeune arbitre au centre et un autre de Championship à la vidéo alors même qu'il n'en a jamais fait ».

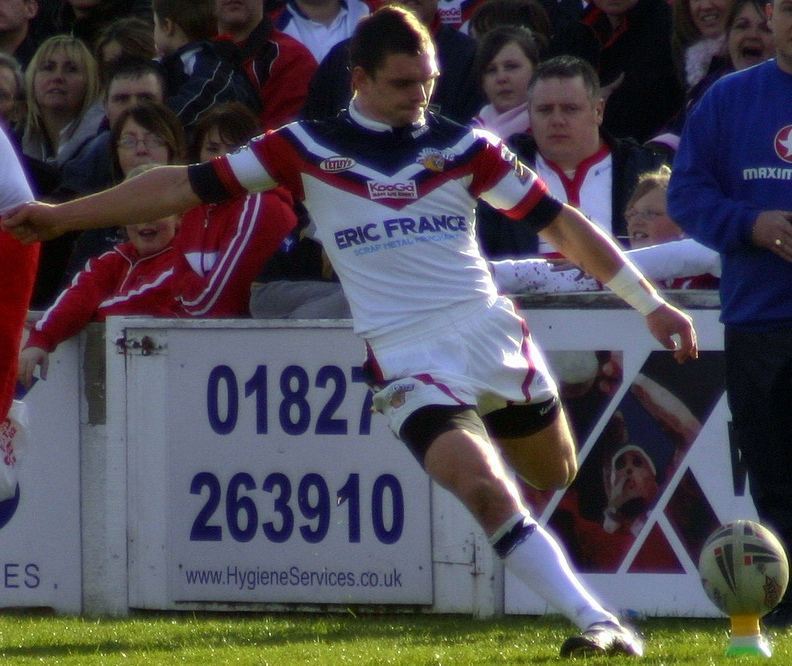
Danny Brough, auteur de vingt points contre les Dragons Catalans lors de la défaite catalane 60-16 contre Huddersfield.

Frustrés et déçus par ce résultat gâchant la fête toulousaine, les Dragons Catalans se rendent à Huddersfield de pouvoir rebondir et surtout de maintenir leur objectif du top 4 face au second du classement général. Cette rencontre tourne à la punition pour les Dragons Catalans subissant tout au long du match les assauts adverses, encaissant dix essais et en étant corrigés 60-16,. Les Dragons Catalans entrent alors dans la période estivale et accueillent leur adversaire favori, la lanterne rouge les London Broncos, pour tenter de rester au contact des meilleurs. Ils mènent 34-4 à vingt minutes de la fin mais voient les Londoniens effectuent une fin de match libérée. Les Dragons Catalans gagnent mais se sont fait peur avec un score final 34-28.

#### Une fin de saison régulière ratée pour une frustrante septième place
Il reste six rencontres de la saison régulière pour permettre aux Dragons d'accrocher l'un des quatre premières places en cette période estivale. Les Dragons Catalans entament cette période en étant éliminés à domicile de la Challenge Cup par Hull FC 12 juillet 2013, défaite atteignant leur moral.
Les Dragons abordent cette série par le déplacement à Salford, avant-dernier du classement et sans doute l'adversaire le plus abordable de ces derniers matchs. Les Dragons Catalans na parviennent pas à inscrire de point en première période, menés 6-0 à la pause, peinant à développer leur jeu. En seconde période, la recrue du mois de juin Elliot Whitehead inscrit son premier essai sous les couleurs catalanes, mais les Dragons Catalans déjouent et ne parviennent pas à faire la différence, Salford gagne 16-12 et joue un vilain tour aux Dragons Catalans. La réception de St Helens est le dernier espoir pour les Dragons Catalans de croire en leurs chances de finir la saison dans le top 4. Au pied du mur, les Dragons Catalans un adversaire qu'il n'ont jamais battu à domicile depuis 2008. Les Dragons Catalans livrent un match indigeste avec trop de fautes et de maladresses où seul jaillit un essai d'Escaré comme éclaircie. Ils n'ont jamais paru en mesure de battre leurs visiteurs qui battent les Dragons 26-6. Désormais sixième de la Super League, les Dragons Catalans espèrent rester dans le top 8 pour disputer la phase finale.
Après quatre défaites lors de leurs cinq dernières rencontres, les Dragons Catalans se rendent à Bradford. Une victoire leur permettra de sécuriser leur place dans le top 8 et une qualification à la phase finale. L'entame du match est catastrophique du côté des Dragons qui voient Bradford mener 18-4 à la mi-temps, mais la seconde période les voit se ressaisir et les avants permettent aux Dragons de renverser le score en leur faveur. Les dernières minutes sont tendues, les deux équipes à égalité 22-22 avant que Thomas Bosc réussisse à passer un drop pour une victoire 23-22 quand son homologue de Bradford Sammut ratait le sien, ce succès leur sécurise ainsi une phase qualificative en phase finale avant les trois dernières rencontres,. La réception de Wigan Warriors, qui prépare dans le même temps sa finale de Challenge Cup, en ce mois d'août est un vrai test dans la mesure où les Dragons Catalans ne se sont plus imposés à domicile depuis deux mois dont il est attendu un réaction d'orgueil,. Les Dragons Catalans réalisent un match appliqué durant lequel ils ne concèdent qu'un essai et gagnent 22-8, enthousiasme partagé par près de 9 000 spectateurs. Ce succès confirme celui de Bradford.

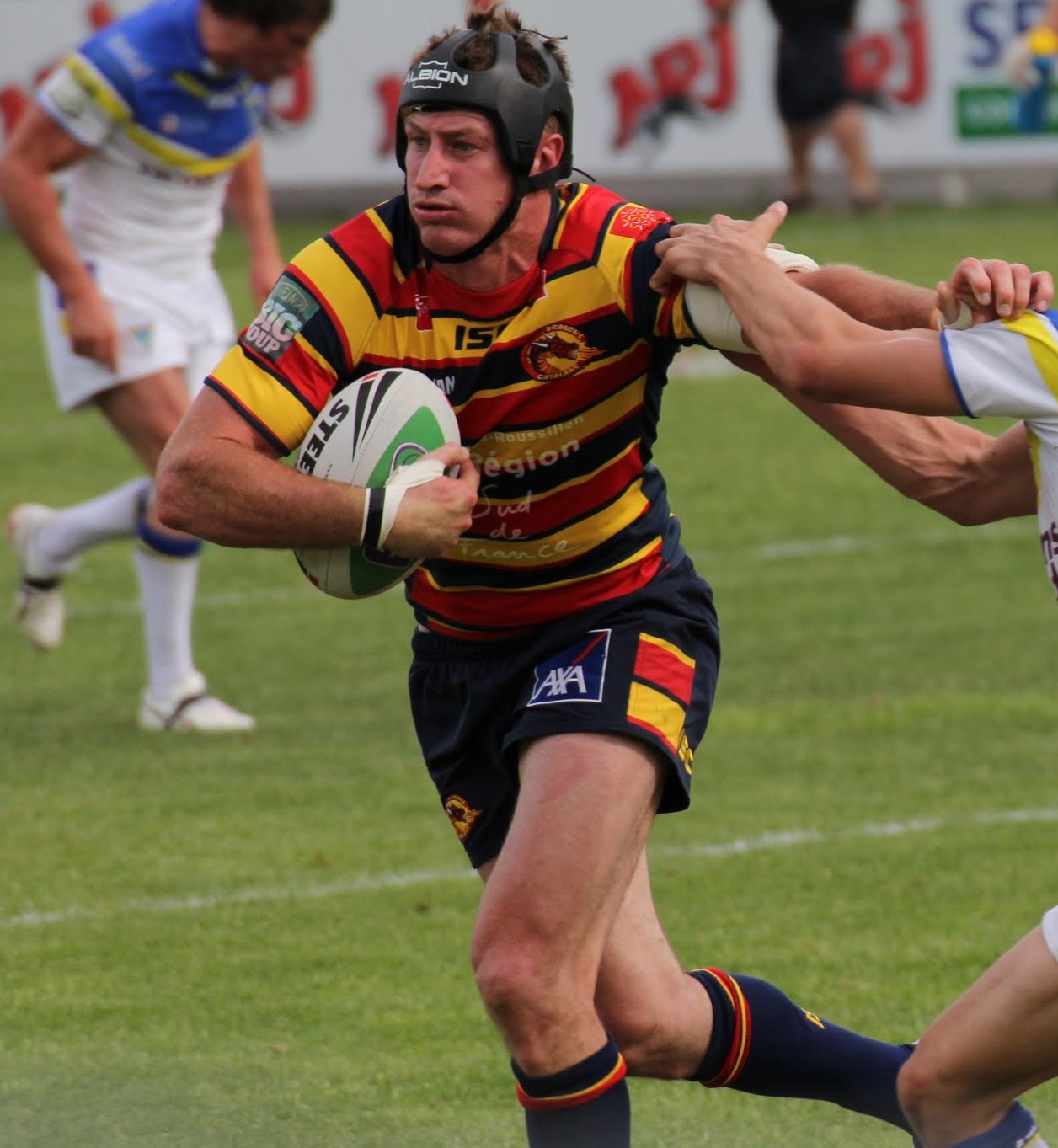
Le stade Gilbert-Brutus rend un dernier hommage au centre australien Steve Menzies, âgé de 39 ans.

Les deux dernières rencontres, déplacement à Leeds et réception de Warrington, déterminent le classement final de la Super League. L'objectif des Dragons Catalans est de sécuriser leur place pour une réception au premier tour de la phase finale, soit au minimum une sixième place. À Leeds où les Dragons Catalans n'ont jamais remporté de victoire dans son histoire depuis 2006, ils font jeu égal avec leurs hôtes durant les vingt-cinq premières minutes avec à la baguette Dureau testé dans l'optique de la phase finale. Leeds parvient toutefois à marquer un essai et mène 8-0 à la mi-temps. En début de seconde période, les Dragons accélèrent et par deux essais inscrits par Paea et Elima mènent 12-8. Euphoriques, les Dragons perdent alors la maîtrise de la rencontre laissant Leeds revenir dans la partie tout d'abord par un essai d'Archurch à la 73e minute puis Danny McGuire à la 79e minute scellant la victoire de Leeds. Cette défaite fait reculer les Dragons à la septième place. L'ultime rencontre de la saison régulière est la réception des actuels second du classement général, Warrington. Les Dragons Catalans savent qu'une victoire leur permettent de recevoir à domicile en phase finale et espèrent cela à la suite de leurs trois derniers matchs où la qualité de leur jeu est revenue. Sous une pluie battante amenant de nombreuses fautes techniques des deux côtés, les visiteurs gagnent sur le fil la rencontre 20-12, laissant de nombreux regrets aux Catalans qui devront disputer leur match de phase finale à l'extérieur. Ce match est aussi la dernière occasion de voir Steve Menzies, en retraite, et du capitaine Rémi Casty, en partance pour les Sydney Roosters en National Rugby League, évoluer au stade Gilbert-Brutus où un vibrant hommage leur est rendu.

#### Douloureuse élimination au premier tour de la phase finale contre Hull FC
La défaite à domicile dans l'ultime rencontre de la phase régulière contre Warrington Wolves (12-14) oblige les Dragons Catalans, septième, à se rendre à Hull FC, sixième, dans leur antre de KC Stadium plutôt que de les accueillir, les deux équipes ayant terminé à égalité de points mais Hull dispose d'une meilleure différence de points. Cette saison, les Dragons a affronté Hull FC à trois reprises pour deux défaites - 28-8 à Hull le 7 avril 2013 en Championnat et 24-13 à domicile le 13 juillet 2013 en quart-de-finale de la Challenge Cup privant les Dragons d'une demi-finale - et une victoire 30-4 le 8 juin 2013. Enfin, la dernière défaite d'Hull FC à domicile contre les Dragons remonte à juillet 2008. Les Dragons partent toutefois confiants en leurs chances considérant entamer une nouvelle compétition avec remise à zéro des compteurs. De plus, il est acquis que ce sont les derniers moments sous le maillot catalan de Steve Menzies, retraite, et de Rémi Casty, ayant signé un contrat en National Rugby League aux Sydney Roosters pour 2014, et que cette rencontre contre Hull FC est la 200e rencontre de Grégory Mounis sous le maillot des Dragons. La seule ombre est l'absence de Scott Dureau, blessé au quadriceps. Côté Hull FC, il est à noter les absences d'habituels titulaires tels Tom Lineham (en), Ben Crooks, Mark O'Meley (en) et Shannon McDonnell (en).
Titulaires : Brent Webb - Damien Blanch, Steve Menzies, Vincent Duport, Frédéric Vaccari - Leon Pryce (o), Thomas Bosc (m) - Julian Bousquet, Ian Henderson, Rémi Casty (c), Zeb Taia, Elliot Whitehead, Grégory Mounis
Remplaçants : Éloi Pélissier, Olivier Elima, Jamal Fakir, Lopini Paea
Venus en jet privé sous un ciel clément dans ce Nord de l'Angleterre, les Dragons espèrent faire déjouer leurs hôtes. Devant une assistance moindre de 4 970 spectateurs dont le champion de boxe Evander Holyfield en ce vendredi 13 septembre 2013, les Dragons débutent ce match par une mainmise sur le ballon dans le camp de Hull. Mais petit à petit, le match qui sur le papier leur semblait accessible amène les Dragons à douter. Thomas Bosc rate une pénalité à la 12e minute pour ouvrir le score puis Julian Bousquet quittait ses partenaires à la 14e minute en raison d'une luxation de la clavicule. À la 25e minute, Bosc perce le rideau défensif de Hull et lance Olivier Elima qui oublie Elliot Whitehead en bout de ligne pour un premier essai. Finalement, les Dragons ouvre la marque à la 30e minute par une pénalité de Bosc. Toujours dominant en cette fin de première période, les Dragons se font finalement surprendre sur un contre terrible à deux minutes de la pause laissant filer Jamie Shaul pour un essai après une course de 80 mètres en contre-attaque et transformé par Danny Tickle (en). Les Dragons sont ainsi menés 6-2 à la mi-temps alors qu'ils dominaient outrageusement la rencontre.
La seconde période repart sur les mêmes bases, les Dragons occupent le terrain mais ne parviennent pas à marquer d'essais, Vincent Duport échoue à 5 mètres de la ligne à la 45e minute et Whitehead à un mètre à la 48e minute, avant que Bosc passe sa seconde pénalité du match à la 50e minute ramenant le score à 6-4. Hull fait le dos rond, passe une pénalité de Tickle à la 60e minute après une faute d'Éloi Pélissier, coupable d'avoir marché sur un adversaire, et se charge d'enfoncer le clou à la 67e minute grâce à un second essai de Gareth Ellis transformé par Tickle, Hull mène alors 14-4 et plus rien ne sera marqué malgré un essai marqué par le Catalan Menzies à trois minutes du terme de la rencontre mais refusé pour avoir lâché le ballon avant de l'avoir aplati. Les Dragons ne marquent pas d'essai durant ce match, confirmant leurs difficultés tout au long de la saison sur le plan offensif, étant seulement la 12e meilleure attaque sur 14 équipes en Super League en saison régulière.

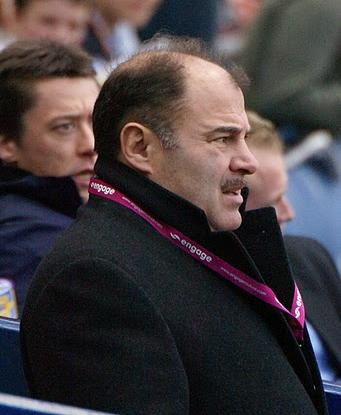
Le président des Dragons Catalans, Bernard Guasch, est frustré par cette saison.

Cette élimination précoce en phase finale, loin des objectifs d'intégrer le top 4 de la Super League, est justifiée par le président Bernard Guasch en l'absence de Dureau, durant une grande partie de la saison et blessé pour cette dernière rencontre, se laissant au commentaire suivant : « On n'avait pas les armes pour lutter. Avec un grand demi de mêlée, on passe ». Le fait d'avoir terminé septième de la saison régulière alors qu'une sixième place était à la portée des Dragons laissent des regrets car cela aurait permis de recevoir à domicile plutôt que de rendre à Hull. Enfin, sur les huit confrontations au cours de la saison régulière contre les quatre meilleures équipes de Super League (Huddersfield, Warrington, Leeds et Wigan), les Dragons ne sont parvenus à s'imposer qu'une unique reprise.

#### Classement final et résultats de la phase finale
| Rang | Franchise           | J  | V  | N | D  | Pm  | Pe  | Diff | Pts |
| ---- | ------------------- | -- | -- | - | -- | --- | --- | ---- | --- |
| 1    | Huddersfield Giants | 27 | 21 | 0 | 6  | 851 | 507 | +344 | 42  |
| 2    | Warrington Wolves   | 27 | 20 | 1 | 6  | 836 | 461 | +375 | 41  |
| 3    | Leeds Rhinos        | 27 | 18 | 1 | 8  | 712 | 507 | +205 | 37  |
| 4    | Wigan Warriors      | 27 | 17 | 1 | 9  | 816 | 460 | +356 | 35  |
| 5    | St Helens RLFC      | 27 | 15 | 1 | 11 | 678 | 536 | +142 | 31  |
| 6    | Hull FC             | 27 | 13 | 2 | 12 | 652 | 563 | +89  | 28  |
| 7    | Dragons catalans    | 27 | 13 | 2 | 12 | 619 | 604 | +15  | 28  |
| 8    | Hull KR             | 27 | 13 | 0 | 14 | 642 | 760 | -118 | 26  |
| 9    | Bradford Bulls      | 27 | 10 | 2 | 15 | 640 | 658 | -18  | 22  |
| 10   | Widnes Vikings      | 27 | 10 | 2 | 15 | 695 | 841 | -146 | 22  |
| 11   | Wakefield Wildcats  | 27 | 10 | 1 | 16 | 660 | 749 | -89  | 21  |
| 12   | Castleford Tigers   | 27 | 9  | 2 | 16 | 702 | 881 | -179 | 20  |
| 13   | London Broncos      | 27 | 5  | 2 | 20 | 487 | 946 | -459 | 12  |
| 14   | Salford City Reds   | 27 | 6  | 1 | 20 | 436 | 953 | -517 | 11  |

|  | Qualifié pour les phases finales. |

Attribution des points : deux points sont attribués pour une victoire, un point pour un match nul, aucun point en cas de défaite.

|           | 1er tour des play offs | 1er tour des play offs          | 1er tour des play offs | |              |                                 |        | Demi-finales préliminaires | Demi-finales préliminaires |        |  |                     |                   | Demi-finales   | Demi-finales |  |  | Grande finale     | Grande finale |  |
|           |                        |                                 |                        | |              |                                 |        |                            |                            |        |  |                     |                   |                |              |  |  |                   |               |  |
|           |                        | QPO1 :                          |                        | |              |                                 |        |                            |                            |        |  |                     |                   |                |              |  |  |                   |               |  |
|           | 1                      | Huddersfield Giants             | 8                      | |              |                                 |        |                            |                            |        |  |                     |                   |                |              |  |  |                   |               |  |
|           | 4                      | Wigan Warriors                  | 22                     | |              |                                 |        | PSF1 :                     |                            |        |  |                     |                   |                |              |  |  |                   |               |  |
|           |                        |                                 |                        | |              |                                 |        | Huddersfield Giants        | 76                         |        |  |                     |                   |                |              |  |  |                   |               |  |
|           |                        | EPO1 :                          | EPO1 :                 | |              |                                 |        | Hull FC                    | 18                         |        |  |                     |                   | QSF1 :         | QSF1 :       |  |  |                   |               |  |
|           | 5                      | St Helens RLFC                  | 46                     | |              |                                 |        |                            |                            |        |  |                     |                   | Wigan Warriors | 22           |  |  |                   |               |  |
|           | 8                      | Hull KR                         | 10                     | |              |                                 |        |                            |                            |        |  |                     |                   | Leeds Rhinos   | 12           |  |  | GF :              | GF :          |  |
|           |                        |                                 |                        | |              |                                 |        |                            |                            |        |  |                     |                   |                |              |  |  | Warrington Wolves | 16            |  |
|           |                        | EPO2 :                          | EPO2 :                 | EPO2 : |              |                                 |        |                            |                            | QSF2 : |  |                     |                   | Wigan Warriors | 30           |  |  |                   |               |  |
|           | 6                      | Hull FC                         | 14                     | |              |                                 |        |                            |                            |        |  |                     | Warrington Wolves | 30             |              |  |  |                   |               |  |
|           | 7                      | Dragons Catalans                | 4                      | |              | PSF2 :                          | PSF2 : |                            |                            |        |  | Huddersfield Giants | 22                |                |              |  |  |                   |               |  |
|           |                        |                                 |                        | | Leeds Rhinos | 11                              |        |                            |                            |        |  |                     |                   |                |              |  |  |                   |               |  |
|           | QPO2 :                 | QPO2 :                          | QPO2 :                 | QPO2 : |              |                                 |        | St Helens RLFC             | 10                         |        |  |                     |                   |                |              |  |  |                   |               |  |
|           | 2                      | Warrington Wolves               | 40                     | |              |                                 |        |                            |                            |        |  |                     |                   |                |              |  |  |                   |               |  |
|           | 3                      | Leeds Rhinos                    | 20                     | |              |                                 |        |                            |                            |        |  |                     |                   |                |              |  |  |                   |               |  |
|           |                        |                                 |                        | \| Légende : \| \| Progression de l'équipe défaite \| \| Progression de l'équipe victorieuse \| \| Progression de l'équipe choisie \| |              |                                 |        |                            |                            |        |  |                     |                   |                |              |  |  |                   |               |  |
| Légende : |                        | Progression de l'équipe défaite |                        | Progression de l'équipe victorieuse                                                                                                   |              | Progression de l'équipe choisie |        |                            |                            |        |  |                     |                   |                |              |  |  |                   |               |  |

Semaine 1. Qualification/Elimination en phase finale : les rencontres sont déterminées suivant le classement des équipes de la saison régulière. Les équipes ayant obtenu un meilleur rang affrontant l'équipe ayant le moins bon rang. Les équipes ayant le meilleur rang reçoivent.
Semaine 2. Les demi-finales préliminaires : les rencontres sont déterminées suivant le classement des équipes de la saison régulière. Les équipes ayant obtenu un meilleur rang affrontant l'équipe ayant le moins bon rang. Les équipes ayant le meilleur rang reçoivent.
Semaine 3. Les demi-finales : les vainqueurs des précédentes phases qualificatives s'affrontent pour déterminer les deux finalistes. Les adversaires sont décidées en fonction du choix de l'équipe ayant obtenu le meilleur classement lors de la saison régulière entre les deux équipes ayant le moins bon classement. Ce sont les vainqueurs de la semaine 1 qui reçoivent.

### Challenge Cup

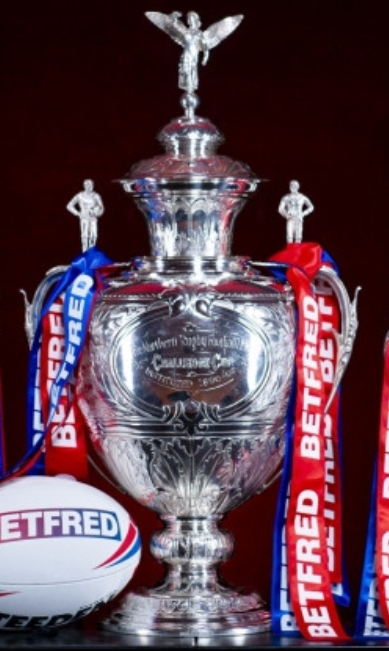
Trophée de la Challenge Cup.

La Challenge Cup 2013 est la 112e édition de la Challenge Cup, une compétition à élimination directe mettant aux prises les clubs de rugby à XIII amateurs et professionnels à travers l'Angleterre, elle accueille sur cette édition 2013 également des équipes étrangères telles les Français des Dragons Catalans, du Toulouse olympique XIII et l'AS Carcassonne, ainsi que des équipes galloises avec les North Wales Crusaders et les South Wales Scorpions, et une équipe écossaise. Elle est organisée par la Rugby Football League.
En seizièmes de finale qui voient l'entrée des quatorze franchises de Super League, les Dragons se déplacent sur la pelouse du club de Championship d'Hunslet le 21 avril 2013 à 14h00. Laurent Frayssinous compose l'équipe en l'absence pour blessure de nombreux joueurs tels que Dureau, Webb, Duport, Élima, Millard, Anderson, Millard et Menzies. Cela l'oblige à renouveler l'effectif et de faire appel à des joueurs plus jeunes qui disputent peu voire n'ont pas disputé de matchs de Super League depuis le début de la saison, ainsi sept des dix-sept joueurs présents n'ont jamais été inscrits sur des feuilles de matchs depuis le début de saison. Ce déplacement à Hunslet peut s'avérer piégeux en raison des dimensions plus restreintes du terrain de six mètres. Bien que les Dragons se sont imposés avec une marge confortable 50-12 (32-0 à la mi-temps), ils ont dû composer avec des faits de matchs défavorables - blessure de Bousquet à l'échauffement, KO reçu par Simon et carton rouge dès la 28e minute d'Henderson pour plaquage à l'épaule. Ce succès est facilité par les nombreux errements de son adversaire notamment dans le secteur défensif et la réussite des Dragons sur ses avancées offensives malgré l'infériorité numérique pendant plus de 50 minutes.
Au tour suivant, les Dragons Catalans reçoivent leur second adversaire venu de Championship, York City, le dimanche 12 mai 2013 à 15h00. Les Dragons comptent toujours de nombreux absents - Steve Menzies, Scott Dureau, Brent Webb, Olivier Elima, Julian Bousquet, Jason Baitieri et Frédéric Vaccari  - mais voient le retour de Louis Anderson et de Daryl Millard dans le groupe. Frayssinous respecte l'adversaire en faisant appel aux éléments les plus performants de son effectif malgré l'écart de niveau entre les équipes. La dernière défaite en Super League contre Wakefield a fait mal aux têtes catalanes, les éloignant des premières places au classement, qui désirent se rassurer sur cette rencontre. Cette rencontre est finalement une formalité tant l'écart entre les deux équipes est criant, les Dragons Catalans s'imposent 92-8, marquant la bagatelle de seize essais dont quatre par Kevin Larroyer,. Ils battent à cette occasion leur record de points inscrits sur une rencontre dans leur histoire,. Les entraîneurs et les joueurs louent leurs sérieux sur ce match sans jamais relâcher l'effort.
En quart-de-finale, les Dragons affrontent Hull FC à domicile au stade Gilbert-Brutus le samedi 13 juillet 2013 à 17h00. Cette rencontre revêt d'une importance primordiale pour les Dragons Catalans en leurs capacités d'hausser leur niveau de jeu lors de grandes échéances avec pour ambition de se qualifier pour les demi-finales, performances réalisées qu'à deux reprises depuis leurs débuts en 2007 et 2010. Leur dernière confrontation est récente et a vu la victoire des Dragons 30-4 le mois précédent, toutefois les deux équipes luttent pour les mêmes places au classement de la Super League et toutes deux rencontrent de grandes difficultés à aligner les performances régulières depuis le début de saison. Le président Guasch déclare à cette occasion « Au bout, il y a Wembley [lieu de la finale]. Nous devons avoir un état d'esprit de vainqueur, de conquérant et faire abstraction du passé », démontrant l'importance de ce quart-de-finale. Hull FC, de son côté fait de la Challenge Cup, son objectif principal et se rend à Perpignan avec l'ambition d'en ressortir vainqueur. Frayssinous ne peut pas compter sur sa nouvelle recrue Elliot Whitehead, arrivé en juin, en raison de sa participation à cette édition avec son précédent club Bradford, et constate la suspension de Bousquet et de Pala mais compte sur de nombreux joueurs habituellement titulaires. La rencontre est émaillée d'erreurs des Catalans qui en première période s'évertuent à défendre dans leur camp plutôt qu'à porter le ballon à l'avant en raison de multitudes imprécisions et de maladresses. Les Anglais ouvrent le score à la 22e minute auquel répond Éloi Pélissier à la 29e minute, Scott Dureau claque un drop à trois minutes de la mi-temps mais les Anglais inscrivent une pénalité à la sirène leur permettant de mener 8-7 dans ce premier acte. Au retour des vestiaires, Morgan Escaré inscrit un essai d'entrée transformé par Dureau, les Dragons mènent alors 13-8. Les packs d'avants sont sollicités des deux côtés où un bras de fer s'engage. C'est finalement à la 66e minute que la rencontre bascule sur un nouvel essai anglais transformé. Les Dragons, lessivés par le travail défensif depuis le début de la partie, exercent tant bien que mal une pression dans le camp anglais mais ne parviennent pas à marquer d'essai, laissant Hull FC inscrire un essai dans la dernière minute pour un score final de de 24-13.

## Résultats
| Légende | Légende  |
| ------- | -------- |
|         | Victoire |
|         | Nul      |
|         | Défaite  |

### Présentation des résultats en Super League et Challenge Cup
Le tableau ci-dessous énumère toutes les rencontres disputées par les Dragons Catalans cette saison 2013, :
| Date       | Compétition   | Journée  | Equipe         | D/E | Stade                      | Résultat | Score | Essais                                                                                   | Buts                       | Spect. |
| ---------- | ------------- | -------- | -------------- | --- | -------------------------- | -------- | ----- | ---------------------------------------------------------------------------------------- | -------------------------- | ------ |
| 24/01/2013 | Amical        | -        | London Broncos | D   | Stade Gilbert-Brutus       | Victoire | 22-26 | Casty, Elima, Pala, Menzies                                                              | Barthau (2), Bosc (1)      |        |
| 03/02/2013 | Super League  | 1        | Hull KR        | E   | Craven Park                | Victoire | 32-24 | Taia, Baitieri, Menzies (2), Fakir, Webb                                                 | Bosc (4)                   | 7 864  |
| 09/02/2013 | Super League  | 2        | Salford        | D   | Stade Gilbert-Brutus       | Victoire | 40-6  | Casty, Menzies, Duport (2), Henderson, Elima, Millard                                    | Bosc (6)                   | 6 872  |
| 15/02/2013 | Super League  | 3        | Warrington     | E   | Halliwell Jones            | Défaite  | 16-24 | Blanch (2), Taia                                                                         | Bosc (2)                   | 10 015 |
| 24/02/2013 | Super League  | 4        | Castleford     | E   | The Jungle                 | Nul      | 17-17 | Duport, Anderson, Blanch                                                                 | Bosc (2) & 1 drop Bosc     | 5 205  |
| 02/03/2013 | Super League  | 5        | Wakefield      | D   | Stade Gilbert-Brutus       | Victoire | 29-22 | Pala, Mounis, Blanch (2), Baitieri                                                       | Bosc (4) & 1 drop Bosc     | 7 191  |
| 08/03/2013 | Super League  | 6        | Wigan          | E   | DW Stadium                 | Défaite  | 0-38  |                                                                                          |                            | 12 149 |
| 16/03/2013 | Super League  | 7        | Widnes         | D   | Stade Gilbert-Brutus       | Victoire | 46-14 | Bosc, Menzies, Anderson, Elima, Blanch, Barthau, Pala, Taia                              | Bosc (7)                   | 7 357  |
| 23/03/2013 | Super League  | 8        | Bradford       | D   | Stade Gilbert-Brutus       | Victoire | 30-10 | Bousquet, Anderson, Escaré (2), Taia, Pryce                                              | Bosc (3)                   | 6 813  |
| 28/03/2013 | Super League  | 9        | London Broncos | E   | Molesey Road               | Victoire | 30-24 | Escaré, Menzies, Vaccari, Taia (2)                                                       | Bosc (5)                   | 1 136  |
| 01/04/2013 | Super League  | 10       | Leeds          | D   | Stade Gilbert-Brutus       | Défaite  | 12-27 | Pryce, Bosc                                                                              | Bosc (2)                   | 9 465  |
| 07/04/2013 | Super League  | 11       | Hull FC        | E   | KC Stadium                 | Défaite  | 8-28  | Escaré                                                                                   | Barthau (2)                | 10 065 |
| 12/04/2013 | Super League  | 12       | St Helens      | E   | Langtree Park              | Victoire | 22-12 | Vaccari, Escaré, Henderson                                                               | Bosc (5)                   | 11 111 |
| 21/04/2013 | Challenge Cup | 1/16e    | Hunslet        | E   | John Charles               | Victoire | 50-12 | Barthau (3), Blanch, Baile, Bosc, Pélissier, Taia,                                       | Bosc (7)                   | 600    |
| 27/04/2013 | Super League  | 13       | Huddersfield   | D   | Stade Gilbert-Brutus       | Défaite  | 20-28 | Baile, Pélissier, Taia, Vaccari                                                          | Bosc (2)                   | 8 549  |
| 04/05/2013 | Super League  | 14       | Wakefield      | E   | Belle Vue                  | Défaite  | 12-30 | Larroyer (2)                                                                             | Bosc (2)                   | 6 125  |
| 12/05/2013 | Challenge Cup | 1/8e     | York City      | D   | Stade Gilbert-Brutus       | Victoire | 92-8  | Larroyer (4), Escaré (3), Casty (2), Barthau, Blanch, Bosc, Duport, Fakir, Millard, Taia | Bosc (9), Barthau (5)      | 3 105  |
| 18/05/2013 | Super League  | 15       | Castleford     | D   | Stade Gilbert-Brutus       | Victoire | 39-30 | Millard, Duport, Anderson, Menzies, Escaré, Pélissier                                    | Bosc (7) & 1 drop Bosc     | 7 083  |
| 25/05/2013 | Super League  | 16       | London Broncos | N   | City of Manchester Stadium | Victoire | 46-18 | Dureau, Escaré (2), Millard, Vaccari (2), Taia, Pryce                                    | Dureau (7)                 | 30 793 |
| 02/06/2013 | Super League  | 17       | Widnes         | E   | Stobart Stadium            | Nul      | 32-32 | Escaré (3), Duport, Taia, Larroyer                                                       | Dureau (2), Mounis (7)     | 4 560  |
| 08/06/2013 | Super League  | 18       | Hull FC        | D   | Stade Gilbert-Brutus       | Victoire | 30-4  | Vaccari, Escaré, Duport (2), Larroyer                                                    | Bosc (5)                   | 8 105  |
| 22/06/2013 | Super League  | 19       | Hull KR        | D   | stade Ernest-Wallon        | Défaite  | 21-22 | Larroyer, Escaré, Duport                                                                 | Bosc (2) & 1 drop Bosc     | 14 858 |
| 28/06/2013 | Super League  | 20       | Huddersfield   | E   | John Smith's Stadium       | Défaite  | 16-60 | Duport, Vaccari, Blanch, Taia                                                            |                            | 5 052  |
| 06/07/2013 | Super League  | 21       | London Broncos | D   | Stade Gilbert-Brutus       | Victoire | 34-28 | Taia, Larroyer, Escaré (2), Bosc, Dureau                                                 | Bosc (5)                   | 6 286  |
| 13/07/2013 | Challenge Cup | 1/4      | Hull FC        | D   | Stade Gilbert-Brutus       | Défaite  | 13-24 | Escaré, Pélissier                                                                        | Dureau (1) & 1 drop Dureau | 6 086  |
| 19/07/2013 | Super League  | 22       | Salford        | E   | AJ Bell Stadium            | Défaite  | 12-16 | Whitehead, Casty                                                                         | Bosc (2)                   | 2 200  |
| 03/08/2013 | Super League  | 23       | St Helens      | D   | Stade Gilbert-Brutus       | Défaite  | 6-26  | Escaré                                                                                   | Bosc                       | 8 582  |
| 11/08/2013 | Super League  | 24       | Bradford       | E   | Grattan Stadium            | Victoire | 23-22 | Pala, Fakir, Webb, Henderson                                                             | Bosc (3) & 1 drop Bosc     | 7 850  |
| 17/08/2013 | Super League  | 25       | Wigan          | D   | Stade Gilbert-Brutus       | Victoire | 22-8  | Vaccari, Menzies, Pélissier                                                              | Henderson (1), Bosc (4)    | 8 928  |
| 30/08/2013 | Super League  | 26       | Leeds          | E   | Headingley                 | Défaite  | 12-20 | Elima, Paea                                                                              | Bosc (2)                   | 15 576 |
| 07/09/2013 | Super League  | 27       | Warrington     | D   | Stade Gilbert-Brutus       | Défaite  | 22-8  | Dureau, Menzies                                                                          | Dureau (2)                 | 8 680  |
| 13/09/2013 | Super League  | 1er tour | Hull FC        | E   | KC Stadium                 | Défaite  | 4-14  |                                                                                          | Bosc (2)                   | 4 970  |

## Joueurs et encadrement technique

### Encadrement technique
L'équipe est entraînée par Laurent Frayssinous qui signe un contrat de deux années. Il devient le premier entraîneur français du club et remplace à ce poste Trent Robinson parti aux Sydney Roosters en National Rugby League. Âgé de 35 ans, L. Frayssinous est passé par le club catalan en tant que joueur lors de leur saison inaugurale en 2006 où il met cette même année un terme à sa carrière sportive sur les conseils de David Waite. Il devient alors entraîneur-adjoint du club catalan sans discontinuité de 2006 à 2012, d'abord avec Mick Potter (2006-2008) puis Kevin Walters (2009-2010) et enfin Robinson (2011-2012).
Il est assisté dans sa prise de poste par l'ancien joueur des Dragons Catalans Jérôme Guisset, également ancien joueur du club entre 2006 et 2010, date à laquelle il prend sa retraite sportive. Il est déjà entraîneur-adjoint de Robinson (2011-2012) avec Frayssinous et est donc reconduit dans cette fonction. Un second adjoint est également nommé en la personne de David Waite, ancien entraîneur en National Rugby League et de la sélection de Grande-Bretagne, celui-là même qui avait conseillé à Laurent Frayssinous en 2006 de se reconvertir dans l'encadrement technique. Ce dernier a déposé une candidature spontanément aux Dragons Catalans à l'annonce de la nomination de Frayssinous que le club accepta.

### Statistiques individuelles
Les joueurs les plus utilisés de l'effectif sont les talonneurs Ian Henderson et Éloi Pélissier avec trente rencontres disputées, suivis du centre Leon Pryce, du pilier Rémi Casty et du troisième ligne Grégory Mounis qui ont pris part à vingt-huit rencontres.
Le botteur Thomas Bosc est le cinquième meilleur réalisateur de la Super League et par conséquent de la franchise catalane avec 78 réalisations, 3 essais et 5 drops pour 173 points. Scott Dureau a également eu le loisir de botter à quelques reprises. Au nombre d'essais inscrits, Morgan Escaré est le meilleur marqueur du club avec 14 essais devant Zeb Taia (11 essais) et Vincent Duport (10 essais). L'attaquant des Wigan Warriors Josh Charnley est en tête de la Super League avec 34 essais inscrits.
Le tableau suivant résume les statistiques des joueurs des Dragons Catalans en Super League et Challenge Cup pour la saison 2013,.
| Numéro | Nom                 | Super League | Super League | Super League | Super League | Super League | Challenge Cup | Challenge Cup | Challenge Cup | Challenge Cup | Challenge Cup | Total | Total | Total | Total | Total |
| Numéro | Nom                 | M.J.         | Pts          | E            | B            | D            | M.J.          | Pts           | E             | B             | D             | M.J.  | Pts   | E     | B     | D     |
| ------ | ------------------- | ------------ | ------------ | ------------ | ------------ | ------------ | ------------- | ------------- | ------------- | ------------- | ------------- | ----- | ----- | ----- | ----- | ----- |
| 1      | Brent Webb          | 8            | 8            | 2            | -            | -            | -             | -             | -             | -             | -             | 8     | 8     | 2     | -     | -     |
| 2      | Damien Blanch       | 21           | 28           | 7            | -            | -            | 3             | 12            | 3             | -             | -             | 24    | 40    | 10    | -     | -     |
| 3      | Leon Pryce          | 26           | 12           | 3            | -            | -            | 2             | -             | -             | -             | -             | 28    | 12    | 3     | -     | -     |
| 4      | Zeb Taia            | 22           | 44           | 11           | -            | -            | 3             | 8             | 2             | -             | -             | 25    | 52    | 13    | -     | -     |
| 6      | Thomas Bosc         | 24           | 173          | 3            | 78           | 5            | 2             | 40            | 2             | 16            | -             | 26    | 213   | 5     | 94    | 5     |
| 7      | Scott Dureau        | 8            | 34           | 3            | 11           | -            | 1             | 5             | 1             | 2             | 1             | 9     | 39    | 3     | 13    | 1     |
| 8      | Olivier Elima       | 15           | 12           | 3            | -            | -            | -             | -             | -             | -             | -             | 15    | 12    | 3     | -     | -     |
| 9      | Ian Henderson       | 28           | 12           | 3            | -            | -            | 2             | -             | -             | -             | -             | 30    | 12    | 3     | -     | -     |
| 10     | Rémi Casty          | 26           | 8            | 2            | -            | -            | 2             | 8             | 2             | -             | -             | 28    | 16    | 4     | -     | -     |
| 11     | Steve Menzies       | 25           | 32           | 8            | -            | -            | 1             | -             | -             | -             | -             | 26    | 32    | 8     | -     | -     |
| 12     | Elliot Whitehead    | 8            | 4            | 1            | -            | -            | -             | -             | -             | -             | -             | 8     | 4     | 1     | -     | -     |
| 12     | Louis Anderson      | 12           | 16           | 4            | -            | -            | -             | -             | -             | -             | -             | 12    | 16    | 4     | -     | -     |
| 13     | Grégory Mounis      | 25           | 8            | 2            | -            | -            | 3             | -             | -             | -             | -             | 28    | 8     | 2     | -     | -     |
| 14     | William Barthau     | 3            | 8            | 1            | 2            | -            | 1             | 26            | 4             | 5             | -             | 4     | 34    | 5     | 7     | -     |
| 15     | Antoni Maria        | 8            | -            | -            | -            | -            | 2             | -             | -             | -             | -             | 10    | -     | -     | -     | -     |
| 16     | Éloi Pélissier      | 27           | 12           | 3            | -            | -            | 3             | 8             | 2             | -             | -             | 30    | 20    | 5     | -     | -     |
| 17     | Benjamin Garcia     | 2            | -            | -            | -            | -            | -             | -             | -             | -             | -             | 2     | -     | -     | -     | -     |
| 17     | Thibaud Margalet    | 1            | -            | -            | -            | -            | -             | -             | -             | -             | -             | 1     | -     | -     | -     | -     |
| 17     | Kevin Larroyer      | 17           | 24           | 6            | -            | -            | 3             | 16            | 4             | -             | -             | 20    | 40    | 10    | -     | -     |
| 18     | Daryl Millard       | 19           | 16           | 4            | -            | -            | 2             | 4             | 1             | -             | -             | 21    | 20    | 5     | -     | -     |
| 19     | Mathias Pala        | 12           | 12           | 3            | -            | -            | 2             | -             | -             | -             | -             | 14    | 12    | 3     | -     | -     |
| 20     | Mickaël Simon       | 17           | -            | -            | -            | -            | 3             | -             | -             | -             | -             | 20    | -     | -     | -     | -     |
| 21     | Julian Bousquet     | 11           | 4            | 1            | -            | -            | -             | -             | -             | -             | -             | 11    | 4     | 1     | -     | -     |
| 22     | Jamal Fakir         | 23           | 8            | 2            | -            | -            | 3             | 4             | 1             | -             | -             | 26    | 12    | 3     | -     | -     |
| 23     | Lopini Paea         | 17           | 4            | 1            | -            | -            | 1             | -             | -             | -             | -             | 18    | 4     | 1     | -     | -     |
| 24     | Jason Baitieri      | 13           | 8            | 2            | -            | -            | 1             | -             | -             | -             | -             | 14    | 8     | 2     | -     | -     |
| 25     | Vincent Duport      | 21           | 40           | 10           | -            | -            | 2             | 4             | 1             | -             | -             | 23    | 44    | 11    | -     | -     |
| 26     | Frédéric Vaccari    | 16           | 36           | 9            | -            | -            | 2             | -             | -             | -             | -             | 18    | 36    | 9     | -     | -     |
| 27     | Jean-Philippe Baile | 4            | 4            | 1            | -            | -            | 2             | 4             | 1             | -             | -             | 6     | 8     | 2     | -     | -     |
| 28     | Morgan Escaré       | 17           | 56           | 14           | -            | -            | 3             | 16            | 4             | -             | -             | 20    | 72    | 18    | -     | -     |

## Récompenses et distinctions

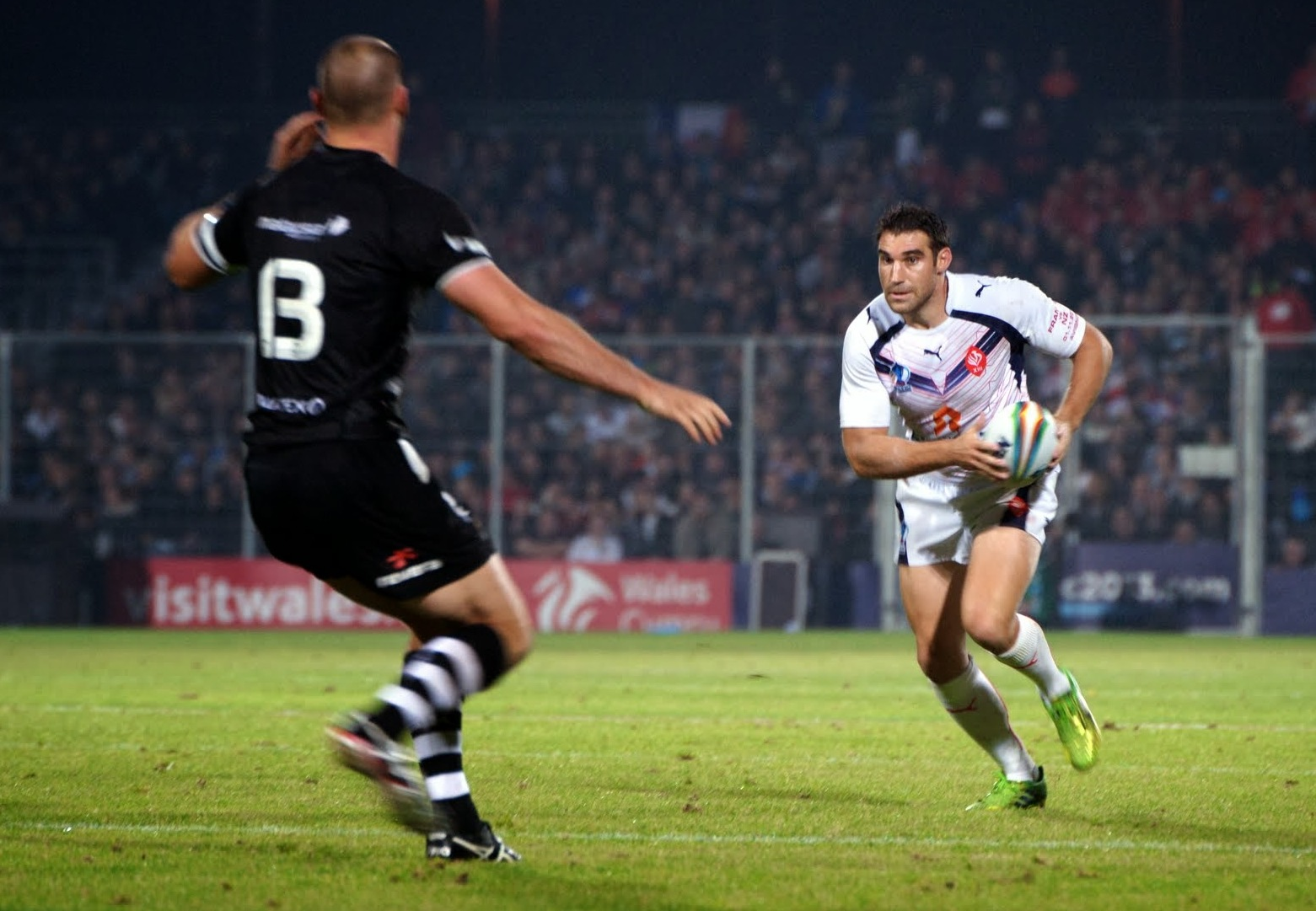
Thomas Bosc est le cinquième meilleur botteur de la Super League 2013.

### Individuel
Le botteur Thomas Bosc est le cinquième meilleur botteur de la Super League 2013 derrière Danny Brough, Pat Richards, Kevin Sinfield et Michael Dobson. Au sein de la franchise au nombre de points, il est suivi par Morgan Escaré (56 points avec quatorze essais) et Zeb Taia (44 points avec onze essais), ces deux derniers sont, par conséquent, les deux meilleurs marqueurs d'essais de la franchise. Dans l'« équipe de rêve » de la saison en Super League, aucun joueur des Dragons Catalans n'est nommé,.

### Collectif
Au classement général en saison régulière, les Dragons catalans ont la douzième meilleure attaque avec 619 points marqués. Sur le plan défensif, les Dragons ont la septième meilleure défense avec 604 points encaissés.

### Joueurs en sélection nationale

#### Équipe de France
Les Dragons catalans fournissent une grande partie de la sélection française qui dispute un match amical de préparation contre les États-Unis le 18 octobre 2013 puis les quatre rencontres de la Coupe du monde 2013. Ainsi l'équipe de France est constitué de seize joueurs des Dragons Catalans sur un effectif de 24 joueurs. Les joueurs français sélectionnés sont : Morgan Escaré, Damien Cardace, Frédéric Vaccari, Vincent Duport, Jean-Philippe Baile, Thomas Bosc, William Barthau, Rémi Casty, Mickaël Simon, Jamal Fakir, Éloi Pélissier, Olivier Elima, Benjamin Garcia, Kevin Larroyer, Antoni Maria et Grégory Mounis.
| Joueurs             |                  |                  |                  |                  |
| Morgan Escaré       | Arrière          | Arrière          | Arrière          | Arrière          |
| Frédéric Vaccari    | Ailier           | Ailier           | Ailier           |                  |
| Jean-Philippe Baile | Centre           | Centre           | Centre           | Centre           |
| Vincent Duport      | Centre           | Centre           | Centre           | Centre           |
| Thomas Bosc         | Demi d'ouverture | Demi d'ouverture | Demi d'ouverture | Demi d'ouverture |
| William Barthau     | Demi de mêlée    |                  | Demi de mêlée    | Demi de mêlée    |
| Jamal Fakir         | Pilier           | Remplaçant       | Pilier           | Pilier           |
| Éloi Pélissier      | Talonneur        |                  | Talonneur        | Remplaçant       |
| Rémi Casty          | Pilier           | Pilier           | Pilier           | Pilier           |
| Kevin Larroyer      | Deuxième ligne   | Deuxième ligne   | Deuxième ligne   |                  |
| Grégory Mounis      | Troisième ligne  | Remplaçant       | Troisième ligne  | Troisième ligne  |
| Olivier Elima       | Remplaçant       | Pilier           |                  | Deuxième ligne   |
| Benjamin Garcia     | Remplaçant       | Remplaçant       | Remplaçant       |                  |
| Mickaël Simon       | Remplaçant       | Remplaçant       | Remplaçant       | Remplaçant       |
| Antoni Maria        |                  |                  | Remplaçant       | Remplaçant       |
| Damien Cardace      |                  |                  |                  | Ailier           |

#### Sélections étrangères
D'autres sélections incorporent des joueurs des Dragons Catalans lors de cette Coupe du monde : Damien Blanch avec l'Irlande, Ian Henderson avec l'Écosse et Zeb Taia avec les îles Cook.

## Affluence et télévision

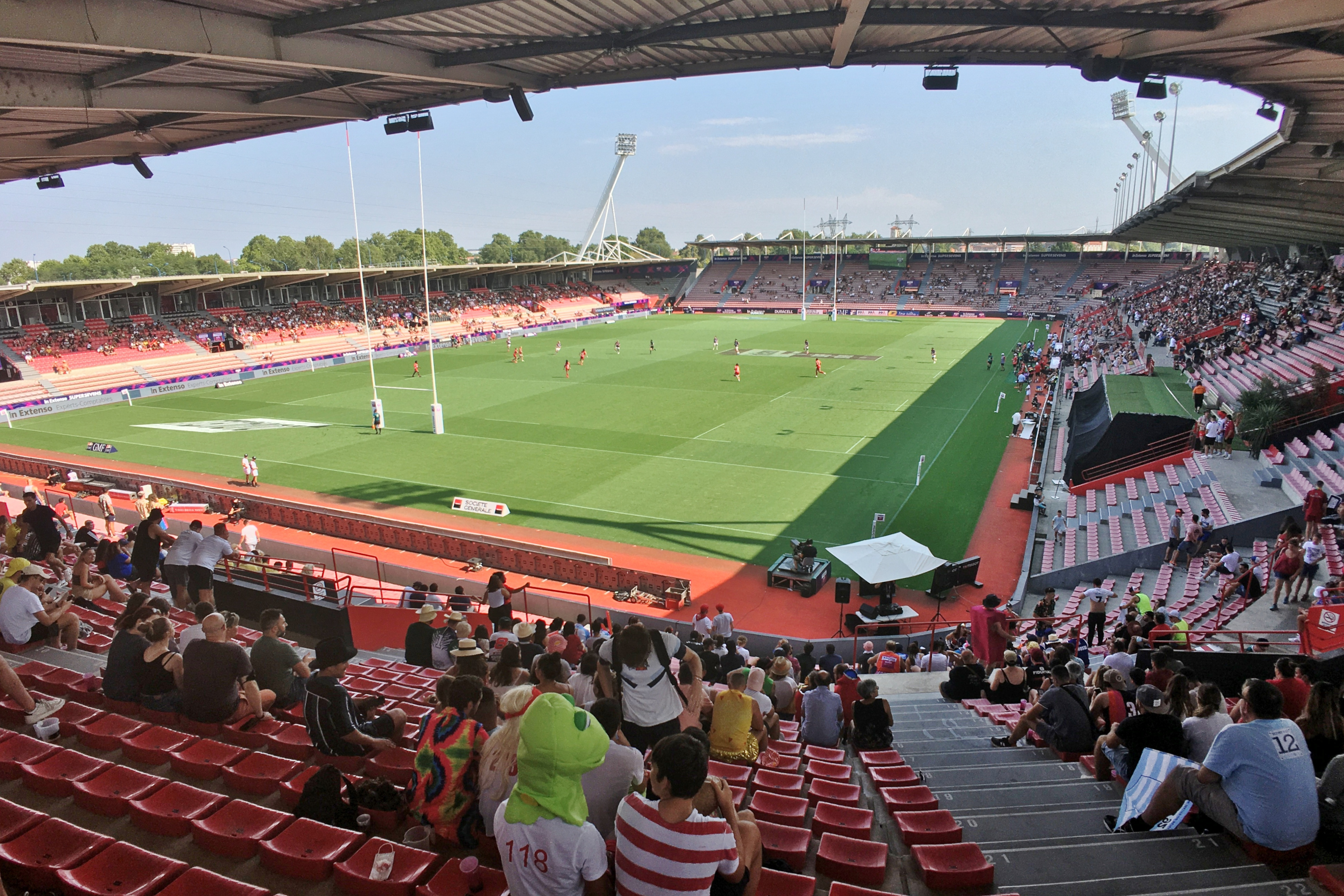
Le stade Ernest-Wallon de Toulouse accueille les Dragons Catalans lors de la réception d'Hull KR pour établir la meilleure affluence à domicile de la saison.

### Affluence
Le stade Gilbert-Brutus a été rénové lors de la saison 2011 pour la construction d'une nouvelle tribune de 2 560 places assises, ce qui porte la capacité totale du stade à 11 500 places assises. Le stade possède à partir de cette saison un écran géant pour un coût de 170 000 €. Le nombre d'abonnés oscille autour de 5 000 abonnements.
114 855 personnes ayant assisté aux 14 rencontres de Super League des Dragons Catalans qui se sont toutes déroulées au stade Gilbert-Brutus à l'exception de la réception d'Hull KR au stade Ernest-Wallon le 22 juin 2013, l'affluence moyenne du club à domicile est de 8 204 spectateurs. La meilleure affluence en Super League se déroule lors de la réception des Hull KR au stade Ernest-Wallon avec 14 858 spectateurs et la plus faible lors de la réception des London Broncos avec 6 286 spectateurs le 6 juillet 2013.

### Couverture médiatique
En 2013, sur le territoire français, toutes les rencontres à domicile des Dragons catalans sont programmés sur la chaîne BeIn Sport en direct. La chaîne est présidée par Charles Biétry, ancien président du Paris Saint-Germain Omnisports lors de la création de sa section Treiziste en 1996. Cette diffusion s'accompagne sur la chaîne par la diffusion de la National Rugby League. Pour la Challenge Cup, les diffusions sont assurées par la BBC.
Dans la presse, les résultats et rapports des matchs sont diffusés dans les quotidiens tels que L'Équipe ou L'Indépendant.